# Enrique Siemsen
Heinrich August Siemsen (Rendsburg, Dinamarca, 1815 - Valparaíso, Chile, 1875) fue un ingeniero artillero especializado en faros en Chile. Construyó el faro Punta Ángeles, el primer faro chileno, en Valparaíso en 1857 y el faro Punta Corona en 1859, originalmente llamado faro del Puerto de Ancud, actualmente en servicio.

## Historia
En 1852, llegó a Chile procedente de Hamburgo a bordo del barco "Alfred". En 1855, diseñó el plano de Valdivia, que es referencia hasta la actualidad.

## Faros
El 1 de octubre de 1857, se consignó el encargo de construir los planos y presupuestos para construir la torre y los edificios del faro a instalarse en el puerto de Ancud, que tomaría forma en el Faro Punta Corona.
En 1867, tomó a su cargo la dirección del Servicio de Faros, dependiente de la Comandancia General de Marina, y construyó los siguientes faros:
- Punta Corona en Ancud (1859)
- Punta Niebla en Corral (1860)
- Punta Caldera en Caldera (1868)
- Punta Tortuga en Coquimbo (1868)
- Isla Quiriquina en la bahía de Talcahuano (1869)
- Punta Galera en Corral (1876)[4]